# Снежурово
Снежурово — деревня в Тотемском районе Вологодской области.
Входит в состав Мосеевского сельского поселения, с точки зрения административно-территориального деления — в Середской сельсовет.
Расстояние до районного центра Тотьмы по автодороге — 78,5 км, до центра муниципального образования деревни Мосеево  по прямой — 36 км. Ближайшие населённые пункты — Вершининская, Уваровская, Филинская.
По переписи 2002 года население — 10 человек.